# Revenu par ménage

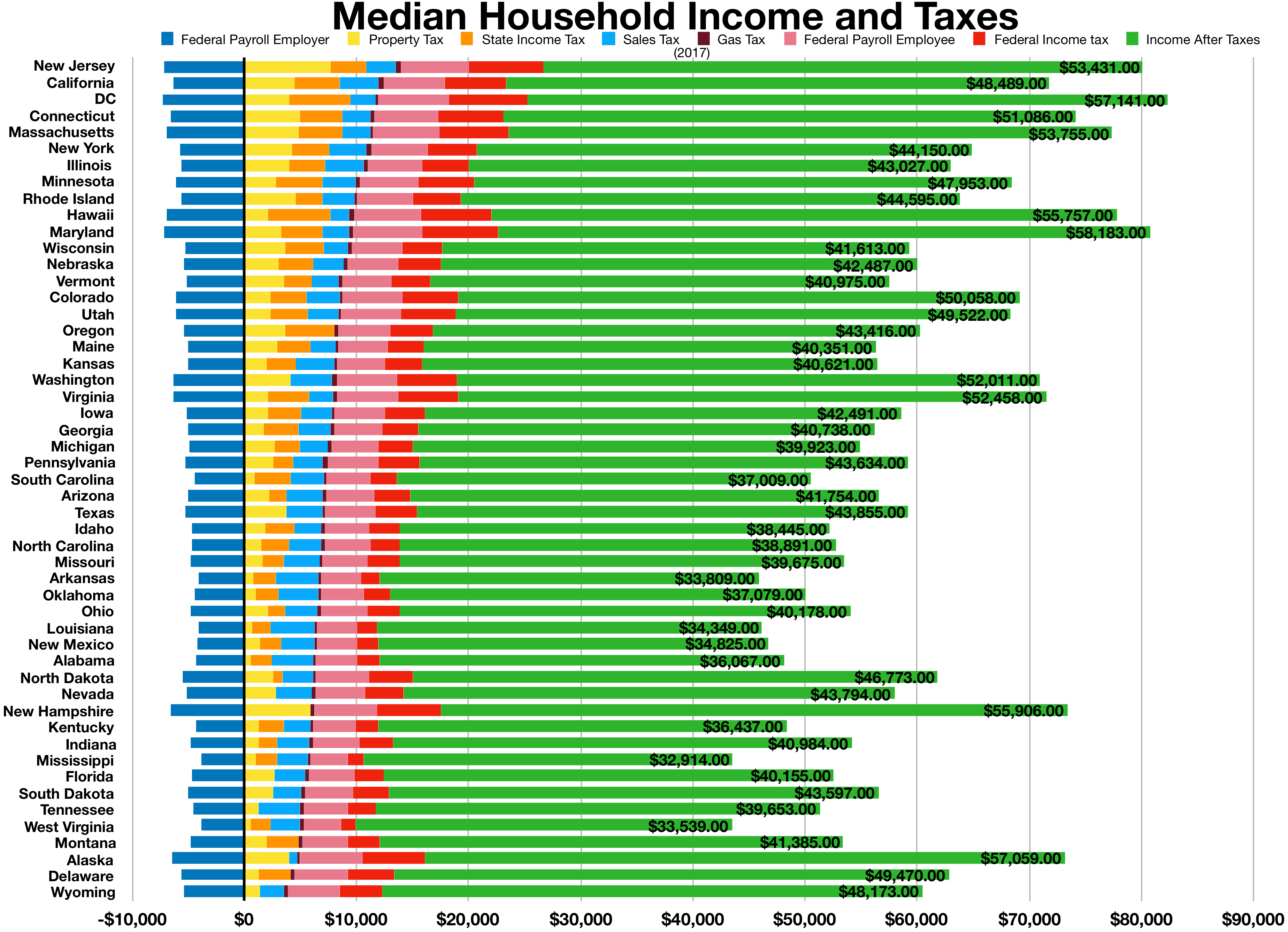

Le revenu par ménage est la somme des revenus de tous les occupants d'un même logement, sans que ces personnes soient forcément unies par des liens de parenté. Cela comprend toutes les formes de revenu comme les salaires, les revenus privés issus des placements et de la propriété, les transferts entre les ménages ainsi que tous les transferts sociaux perçus en espèces, y compris les pensions de vieillesse.
Le revenu par ménage peut être utile pour mesurer l'aisance financière des citoyens d'un pays. Les revenus moyens ou médians, nets d'impôts et de cotisations sociales, sont des bons indicateurs du niveau de vie, parce qu'ils n'incluent que le revenu disponible et qu'ils intègrent les économies éventuelles qui résultent de la mise en commun de certains frais.
Le revenu global par ménage ne correspond pas nécessairement aux mesures de revenus individuels comme le revenu par tête car le nombre de personnes touchant ou non un revenu dans un même logement peut beaucoup fluctuer selon les régions et dans le temps.

## Revenu moyen ou médian
Le revenu médian est le revenu qui divise la population en deux parties égales, c'est-à-dire tel que 50 % de la population ait un revenu supérieur et 50 % un revenu inférieur. Il permet de refléter fidèlement les revenus typiques de la classe moyenne sans être faussé par des variations importantes d'une minorité très riche ou très pauvre. À l'inverse, le revenu moyen rendra mieux compte de la moyenne entre des inégalités de revenu extrêmes sans forcément refléter le niveau de vie de la majorité de la population.

## Équivalence

### Échelle d'équivalence de l'OCDE
Connue sous le nom d'« échelle d'Oxford » ou « d'ancienne échelle de l'OCDE ». Elle a été proposée dans les années 1980 par l'OCDE pour un usage éventuel dans les États sans échelle établie.
- 1,0 pour le premier adulte ;
- 0,7 pour le deuxième et pour chaque adulte supplémentaire de 14 ans et plus ;
- 0,5 pour chaque enfant de moins de 14 ans.

### Échelle modifiée de l'OCDE
Actuellement utilisée par Eurostat.
- 1,0 pour le premier adulte ;
- 0,5 pour le deuxième et pour chaque adulte supplémentaire de 14 ans et plus ;
- 0,3 pour chaque enfant de moins de 14 ans.

### Échelle par racine carrée
Adoptée dans certaines publications récentes de l'OCDE. Le revenu par ménage est divisé par la racine carrée de la taille du ménage.